# عزت الغزاوي
عزت الغزاوي (4 ديسمبر 1951 - 4 أبريل 2003) أديب وكاتب فلسطيني، ولد في قرية دير الغصون بمحافظة طولكرم، كتب عن معاناة الشعب الفلسطيني واعتقلته السلطات الإسرائيلية عدة مرات بسبب نشاطه السياسي وعضوية القيادة الوطنية الموحدة في الإنتفاضة الفلسطينية الأولى. نال درجة الماجستير في الأدب الإنجليزي من جامعة ساوث داكوثا الأمريكية وعمل أستاذاً في جامعة بيرزيت، وحصل على جوائزعالمية في حقول الأدب. 

## نشأته
ولد عزت الغزاوي في قرية دير الغصون في محافظة طولكرم بتاريخ 4 ديسمبر 1951. لعائلة هجرت من بلدة قاقون في فلسطين المحتلة عام 1948. أنهى الدرسة الثانوية في مدرسة عتيل الثانوية، حصل على شهادة البكالوريوس في الأدب الإنجليزي من الجامعة الأردنية، عمل مدرسًا في مدارس طولكرم.

## مناصب شغلها
- انتُخب أمينًا عامًا للتجمع الوطني لأسر شهداء فلسطين.
- أحد مؤسسي الإتحاد العام للكتاب والأدباء الفلسطينيين.
- أنتُخب رئيسًا لإتحاد الكتاب والأدباء الفلسطينيين حتى وفاته.
- عين وكيل لوزارة الثقافة والإعلام فبل رحيله بثلاثة أشهر.
- قام بترجمة كتب عالمية إلى اللغة العربية.

## مؤلفاته
صدرت له عدة روايات ومجموعات قصصية منها:
• الحواف، 1993.
• “جبل نبو”، 1995.
• “عبد الله التلالي”، 1998.
• “الحلاج يأتي في الليل”، 2003.
• “من يدق الباب” (قصص)، 1977.
• “الدوائر برتقالية” (قصص)، 1991.
• “البحث إيقاع مستمر” (قصص)، 1997.
• “انفلات الموج” (قصص)، 2001.
• “جنود لا يحبون الفراشات” (قصص)، 2003.
• “ليلة السابع من ديسمبر” (نصوص)، 2003.
• “الإعلام الثقافي في الإذاعة والتليفزيون”، 2006.
• “ما قالته الرواة عن الحواري” (مجموعة قصصية)، 2016.
- «سجينة»، مجموعة قصصية، عام 1987.

## جوائز حصل عليها
- جائزة الحرية من النرويج، 1994.
- جائزة إتحاد الكتاب الفلسطينيين 1989 عن كتاب سجينة.
- جائزة فلسطين للرواية لعام 1999 عن رواية عبد الله التلالي.
- جائزة سخاروف لحرية الفكر عن حرية الفكر عام 2001.

## وفاته
توفي في الرابع من نيسان- ابريل 2003 اثر نوبة قلبية حادة.